# La Villeneuve-lès-Charleville
La Villeneuve-lès-Charleville település Franciaországban, Marne megyében. Lakosainak száma 119 fő (2022. január 1.). La Villeneuve-lès-Charleville Corfélix, Broyes, Charleville, Lachy, Mondement-Montgivroux és Soizy-aux-Bois községekkel határos.

## Népesség
A település népességének változása:
| Lakosok száma | 157  | 123  | 81   | 116  | 122  | 114  | 113  | 118  | 121  | 119  |
|               | 1968 | 1982 | 1990 | 2006 | 2013 | 2015 | 2017 | 2019 | 2020 | 2022 |